# Milan Tomić Šerif
Milan Tomić zvani Šerif (Split, 28. rujna 1929. – Zagreb, 1. svibnja 2013.) je bio hrvatski kazališni djelatnik, pirotehničar, planinar i partizan. 

## Životopis
Rođen je u Splitu 1929. godine u splitskoj staroj bolnici. Od najranijeg djetinjstva morao se boriti s najtežim životnim okružjem, jer je bio sirotanom praktično od rođenja - pored živih roditelja. Mati mu nije bila udana za njegova oca, a bila je iz siromašne obitelji. Otac mu je bio iz bogatije obitelji iz Prološca. Razlika u imovinskom statusu okrutno se okomila na njega i roditelje: nisu dali njegovim roditeljima da se uzmu, a mati nije smjela donijeti dijete jer nije bila vjenčana za njegova oca. Radi izbjegavanja strašne društvene stigme i sramote (takvu su djecu pogrdno označavalo mulcima), dijete nije smjela donijeti kući. Tako ga je mati ostavila odmah nakon porođaja. 
Prve godine života odgajale su ga u staroj bolnici časne sestre i liječnici. Kad je navršio sedam godina, poslali su ga na Brač neka bude slugom nekom mesaru Tomašu i čuva mu ovce. Tako je ondje u Milnoj završio prva četiri razreda škole. Nakon toga je pobjegao, "jer mu je to bilo previše". Tako se je s 11 godina uputio na dalek put došavši čak do Bihaća. Ondje je došao do jedne kuće, pokucao na vrata i zapitao: "Treba li vam sluga?" U toj su ga bihaćkoj obitelji lijepo primili. Kako su bili povezani s partizanima, a izbio je rat, s 13 je godina postao kurirom Mosorskog odreda. Bio je jedan od najmlađih, ako ne i najmlađi partizanski kurir u Hrvatskoj, ali i u cijeloj NOVJ. Nosio je poštu na vrlo dalekim dionicama, čak od Bihaća do Biokova. Nikad ga nisu uhvatili, išao je sam, hranio se koromačem i maginjama.
Dvaput je bio ranjen. Prvi put kod Drniša, a drugi put kad su bombarderi bombardirali otok Brač. Krhotine granate oštetile su mu pluća, napravila ine teške ozljede, jedna je krhotina završila u glavi. Dobio je plućnu infekciju, a nakon liječenja u savezničkim bolnicama u Italiji i Palestini izašao je bez šest rebara i jednog plućnog krila pa je živio samo s 30% pluća. Završio je kao 90% ratni vojni invalid. Pretkraj rata nosio je poštu Titu na Vis u špilju. Tomić je bio i na Malti, u Izraelu i drugdje.
Nakon rata jednu je godinu radio kao kurir u Slobodnoj Dalmaciji.
Roditelje je uspio pronaći poslije rata. Preko suda uspio je dobiti pravo ovrhe nad očevim imanjem. Tomićeva skromnost i duševnost iskazala se i u tim trenutcima: kad je vidio kod oca sedmero male djece koja bi zbog ovrhe nad očevim imanjem oskudijevala, jednostavno je isparao sudsku presudu.
Poslije rata bio je u vojnoj školi u Pančevu gdje je naučio osnove pirotehnike, a nešto je znao i od prije, jer Split ima tradiciju pirotehnike još od vremena Franje Josipa.
U splitskome se je HNK zaposlio 1. veljače 1952. godine. Svojoj je kazališnoj kući ostao odan i poslije odlaska u mirovinu, sve do smrti. Prvo je radio kao rekviziter. Ondje je radio na mnogim radnim mjestima. Bio je čestim statistom u kazališnim predstavama, poneki put i glumio. Najradije je bio nabavljač (uvijek je promptno rješavao i uvijek je znao gdje je nešto najjeftinije, uštedivši kazalištu goleme novce) a osobito pirotehničar. Pirotehnika i specijalni efekti bili su mu osobita ljubav.
Nadimak po kojemu ga je znao cijeli grad, Šerif, dobio je 1953. godine. Tad se je na splitskom karnevalu maskirao u šerifa, dobio nagradu za najbolju masku, a od onda mu je ostao nadimak. Od onda je stalno nadahnut američkim čuvarima zakona: uvijek je šetao gradom noseći prepoznatljivi šešir, značku, pištolj (ima dozvolu!) i iskaznicu udruge američkih šerifa. 
Tomićeva pirotehničarska umijeća ono je po čemu ga Splićani pamte, a po vatrenim spektaklima pamte ga po brojnim malim i velikim mjestima u Hrvatskoj i po cijeloj bivšoj Jugoslaviji. Nekada je sam izrađivao baklje i inu pirotehniku, majstorski se snalazio s barutom, a imao je vlastite recepte i formule za baklje, dimne zavjese, fitilje i prskalice. Postavio je brojne gradske vatromete, pirotehniku za sletove, svečane skupove i zabave, brojne proslave, pireve, otvaranja, zatvaranja, porinuća brodova, političke skupove (osmislio je Franji Tuđmanu niz efekata s balonima i vatrometima za njegove političke nastupe). Po vlastitom svjedočenju na lokalnoj splitskoj televiziji 2012. godine, u cijeloj karijeri nikad nije imao nezgoda, iako je više od pola stoljeća radio s pirotehnikom. Osim u kazalištu, bio je nezaobilaznom osobom i sudionikom 61 kazališne sezone, svih Splitskih ljeta i Marulićevih dana.
Tomić je bio osoba koja je radila baklje za otvaranje zagrebačke Univerzijade: napravio je njih 180.
1980-ih pošao je s kćerkama osvojiti najviši vrh Afrike, Kilimanjaro. U tome je i uspio. Zanimljivost je da je uspon u Africi ostvario prije svjetski poznatog splitskog planinara Stipe Božića. Također je osvojio i najviši vrh Europe Mont Blanc, Mount Everest, a na Triglav se uspeo preko trideset puta.
Radio je i nakon umirovljenja, sve do smrti.[nedostaje izvor]
Umro je u zagrebačkom Kliničkome bolničkom centru.[nedostaje izvor]

## Vanjske poveznice
- Šerifovih 60 kazališnih godina, Hrvatsko narodno kazalište Split, 1. veljače 2012.
- Snimak radijske emisije Gostovanje Milana Tomića u radijskoj emisiji Izgubljena generacija 7. ožujka 2007.
- (HINA): Umro Milan Tomić Šerif koji 61 godinu radio je u splitskome HNK, Novi list, 2. svibnja 2013. (na fotografiji Tomić nosi zastavu 50. Splitskog ljeta)